# Bakłanje
Bakłanje (ros. Бакланье) – wieś w Rosji, w obwodzie astrachańskim, w rejonie krasnojarskim. W 2010 liczyła 581 mieszkańców, głównie Kazachów.